# 王愛忱
王愛忱（1985年3月28日—），是一名出生於中國遼寧省撫順市的男子帆船運動員，曾代表中國贏得兩面亞洲運動會金牌。他也參加了2008年、2012年和2016年三屆奧林匹克運動會。

## 參賽紀錄
| 年份 | 賽事           | 主辦城市   | 名次   | 項目   |
| ---- | -------------- | ---------- | ------ | ------ |
| 2008 | 奧林匹克運動會 | 北京       | 第7名  | 風浪板 |
| 2012 | 奧林匹克運動會 | 倫敦       | 第18名 | 風浪板 |
| 2016 | 奧林匹克運動會 | 里約熱內盧 | 第13名 | 風浪板 |